# Pat, una donna particolare
Pat, una donna particolare è un film del 1982 diretto da Alberto Cavallone con lo pseudonimo di Baron Corvo.